# Class 08
De Class 08 is een Britse diesel-elektrische rangeerlocomotief. Het eerste exemplaar de D3000, momenteel als museumloc van de Heritage Shunters Trust op de Peak Rail, werd in 1952 gebouwd en kwam in 1953 in dienst. De productie liep tot 1962, toen het 996ste exemplaar werd afgeleverd, hiermee is het de grootste serie Britse locomotieven.
Als universeel inzetbare standaard rangeerlocomotief van British Rail was class 08 bij vrijwel iedere rangeertaak betrokken. De locomotieven waren een normaal beeld op alle grote stations en rangeerterreinen. Sinds de introductie is er veel veranderd in het Britse treinverkeer. Goederentreinen rijden nu vrijwel allemaal in vaste samenstelling en de meeste reizigersdiensten worden door treinstellen verzekerd die evenmin rangeerwerk vereisen. Het gevolg is dat een groot deel van de class 08 is uitgerangeerd en vervolgens is opgeslagen, gesloopt of verkocht aan industrie of museumlijnen.
Rond 2011 waren er nog ongeveer 100 locomotieven in dienst op opstelterreinen van de industrie en op het hoofdnet. Op museumlijnen zijn ze wijdverspreid met meer dan 60 exemplaren.

## Geschiedenis
De class 08 is gebaseerd op het ontwerp van de 12033 serie van de LMS, de latere Class 11. Daarnaast bestonden er 26 vrijwel gelijke locomotieven met een hogere maximumsnelheid, de Class 09 en 171 gelijke locomotieven met andere motoren en overbrenging, de Class 10, waarmee het totaal van 1193 vrijwel gelijke locomotieven werd bereikt.
De locomotieven werden gebouwd in de eigen werkplaatsen van British Rail in Crewe, Darlington, Derby en Doncaster tussen 1952 en 1962.
Het grootste deel werd bij de computernummering (TOPS) ingedeeld in de sub-class 08/0, toen een deel van de locomotieven werd verlaagd om dienst te kunnen doen op de Burry Port and Gwendraeth Valley Railway in zuid-west Wales en als class 08/9 werden bestempeld.
De eerste locomotief die werd uitgerangeerd was de D3193 in 1967. Vier andere machines werden eveneens uitgerangeerd voor de invoering van de computernummering in 1973. In de volgende decennia werden steeds meer exemplaren uitgerangeerd en begin jaren 90 was het grootste deel uitgerangeerd. Museumlijnen kochten vele exemplaren op als ze werden uitgerangeerd.
Toen British Rail werd geprivatiseerd en verkocht in de jaren 90 kreeg EWS het groortste deel van de serie. Hier ging het uitrangeren door en werden ze naar het EWS's Component Recovery & Distribution Centre (CRDC) in Wigan gestuurd om herbruikbare onderdelen te verwijderen voorafgaand aan de sloop. Anderen werden opgeslagen voor het geval van aantrekkende vraag.

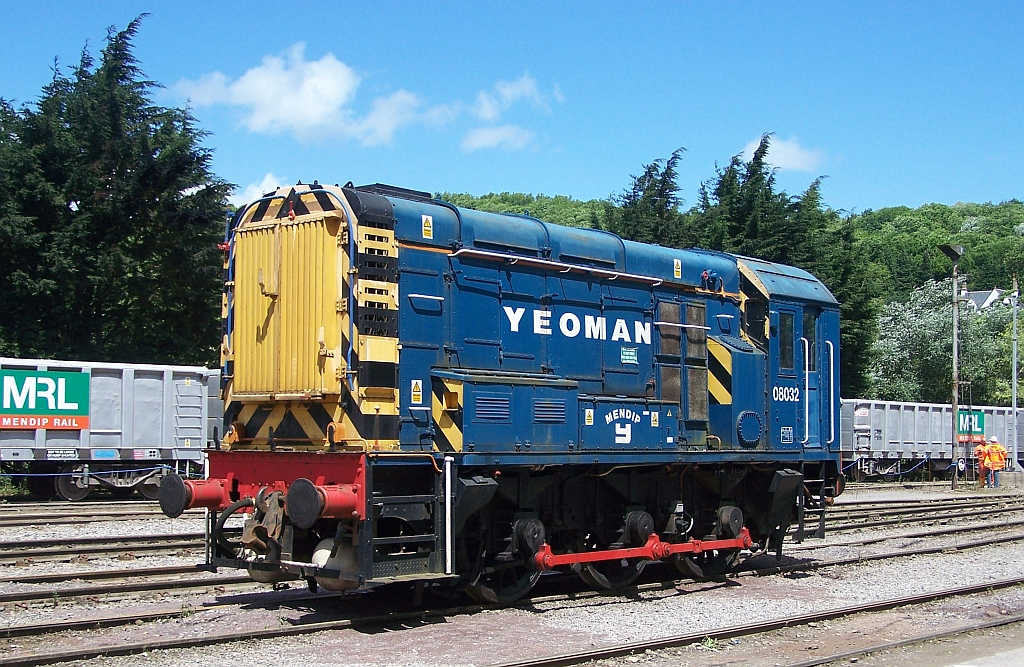
Voormalige 08032 in de leisteengroeve van Foster Yeoman in 2008

Half 2008 had EWS nog meer dan 40 class 08 in dienst en iets meer in opslag. Freightliner en Wabtec hadden elk nog vijf locomotieven in dienst. First Group had er minder dan vijf. De industrie had er ook nog een aantal in gebruik waaronder; twee bij Foster Yeoman, één bij Mendip Rail, één bij Corus, één bij ICI Wilton, twee bij English China Clays. Een aantal andere bedrijven in de spoorsector hadden ook nog enkele exemplaren in dienst.

### Export
Zestien English Electric 060DE 350 pk locomotieven gebaseerd op het ontwerp van de Class 11/Class 08, maar met een spoorwijdte van 1.600 mm, werden in 1951–53 gebouwd en geëxporteerd naar Australië, voor dienst op de Victorian Railways als F class.
Vijf exemplaren werden geëxporteerd naar Liberia; het betreft de nummers: 3047, 3092, 3094, 3098 en 3100. Minstens een van deze is teruggekeerd en is nu museumloc.

### Museumlijnen
Geheel in lijn met het ontwerp als rangeerlocomotief is de class 08 zeer nuttig gebleken bij verschillende museumlijnen in Groot-Brittannië. Met meer dan 60 behouden locomotieven, is het de grootste serie historisch materieel in het Verenigd Koninkrijk.

## Operationeel
Als de universele standaard rangeerlocomotief van British Rail was bij vrijwel iedere rangeertaak een class 08 betrokken. Gezien de vele plaatsen waar twee treindelen werden samengevoegd of extra materieel werd aangekoppeld door een class 08 was een normale verschijning op vele grote stations en kopstations.

## Technische gegevens
De class 08 was gebaseerd op het ontwerp van de LMS 12033 serie, de latere Class 11.
De motor is een English Electric (EE) 6 cilinder, 4-takt, 6KT. De twee tractiemotoren zijn van het type EE 506 met een dubbele vertraging. De hoofdgenerator is een EE 801.

## Onderverdeling
Binnen de class 08 bestonden verschillende varianten die onderstaande ontwerpcodes kregen binnen de computernummering (TOPS):
| TOPS ontwerp code | Elektrisch systeem | Max snelheid | Gewicht          | Remmen         | Inzetbaarheid | Opmerkingen                     |
| ----------------- | ------------------ | ------------ | ---------------- | -------------- | ------------- | ------------------------------- |
| 08-0AV            | 90 V               | 32 km/u      | 49.8 te (496 kN) | vacuüm         | 5             |                                 |
| 08-0BX            | 110 V              | 32 km/u      | 50.4 te (502 kN) | vacuüm & lucht | 5             |                                 |
| 08-0CA            | 90 V               | 32 km/u      | 49.6 te (494 kN) | lucht          | 5             |                                 |
| 08-0DV            | 90 V               | 24 km/u      | 49.8 te (496 kN) | vacuüm         | 5             |                                 |
| 08-0BX            | 90 V               | 24 km/u      | 50.4 te (502 kN) | vacuüm & lucht | 5             |                                 |
| 08-0FA            | 90 V               | 24 km/u      | 49.6 te (494 kN) | lucht          | 5             |                                 |
| 08-0KX            | 110 V              | 24 km/u      | 50.4 te (502 kN) | vacuüm & lucht | 5             |                                 |
| 08-0LX            | 110 V              | 24 km/u      | 50.4 te (502 kN) | vacuüm & lucht | 5             | Scharfenberg adapter gemonteerd |
| 08-0MA            | 110 V              | 24 km/u      | 49.8 te (496 kN) | lucht          | 5             |                                 |
| 08-0NA            | 90 V               | 24 km/u      | 49.8 te (496 kN) | lucht          | 5             | voorzien van Janneykoppeling    |
| 08-0PA            | 90 V               | 24 km/u      | 51 te (508 kN)   | lucht          | 6             | voorzien van Janneykoppeling    |
| 08-0QA            | 90 V               | 24 km/u      | 51 te (508 kN)   | lucht          | 6             | voorzien van Janneykoppeling    |
| 08-0RA            | 110 V              | 24 km/u      | 51 te (508 kN)   | lucht          | 6             | voorzien van Janneykoppeling    |
| 08-0SA            | 110 V              | 24 km/u      | 49 te (488 kN)   | lucht          | 6             |                                 |

### Class 08/9
De Class 08/9 locomotieven zijn gemodificeerde exemplaren die werden voorzien van koplampen en een tot 3,61 m verlaagde bovenbouw kregen om op de Burry Port and Gwendraeth Valley Railway tot Cwm Mawr te kunnen rijden. In 2007 werd een aantal van deze locomotieven ingezet voor de aanvoer van spoorstaven voor het Manchester Metrolink project.
| TOPS ontwerpcode | Elektrische systeem | Max snelheid | Gewicht          | Remmen         | Opmerkingen                                       |
| ---------------- | ------------------- | ------------ | ---------------- | -------------- | ------------------------------------------------- |
| 08-9AV           | 90 V                | 24 km/u      | 49.8 te (496 kN) | vacuüm         | 08 991 omgebouwde 08 203                          |
| 08-9CX           | 90 V                | 24 km/u      | 50.4 te (502 kN) | lucht & vacuüm | 08 992 omgebouwde 08 259 08 993 omgebouwde 08 592 |
| 08-9DA           | 90 V                | 24 km/u      | 49.6 te (494 kN) | lucht          | 08 994 omgebouwde 08 462 08 995 omgebouwde 08 687 |

### BR Class 13
Zes class 08 locomotieven werden aangepast voor specifiek rangeerwerk op het rangeerterrein van Tinsley, waar behoefte was aan sterkere rangeerlocomotieven. Hiervoor werden twee class 08 permanent gekoppeld en van een van beide de cabine verwijderd. De drie ontstane locomotieven werden vervolgens aangeduid als Class 13.

## Vloot
| Computernummers | Vervoerder                            | Opmerkingen |
| --- | ------------------------------------- | ----------- |
| 08389, 08405, 08428, 08441, 08495, 08500, 08511, 08567, 08578, 08580, 08593, 08605, 08623, 08630, 08632, 08633, 08653, 08676, 08683, 08703, 08706, 08709, 08714, 08735, 08737, 08752, 08765, 08784, 08799, 08802, 08804, 08865, 08879, 08886, 08888, 08904, 08905, 08907, 08909, 08924, 08951, 08993, 08994, 08995 | DB Schenker                           |             |
| 08571, 08596, 08615 | East Coast                            |             |
| 08943 | HNRC                                  |             |
| 08525, 08690, 08908, 08950 | East Midlands Trains                  |             |
| 08948 | Eurostar                              |             |
| 08410, 08483, 08641, 08643, 08644, 08663, 08795, 08822, 08836 | First Great Western                   |             |
| 08616, 08805 | London Midland                        |             |
| 08754 & 08874 (Norwich Crown Point TMD), 08573 (Ilford TMD) | Greater Anglia                        |             |
| 08502 | Northern                              |             |
| 08308, 08788 | ScotRail                              |             |
| 08451, 08454, 08611, 08696, 08721, 08790, 08887, 08934 | Virgin Trains                         |             |
| 08418, 08485, 08678 | West Coast Railway Company, Carnforth |             |
| 08682 | Bombardier Site, Derby                |             |

## Fictie
De class 08 vormde het voorbeeld voor Devious Diesel in de TV serie Thomas the Tank Engine and Friends. De class 08 heeft ook model gestaan voor Dodge, Splatter, Arry, Bert, Paxton, en Sidney in dezelfde serie.